# Первая леди Азербайджана
Первая леди Азербайджанской Республики (азерб. Azərbaycan Respublikasının Birinci Xanımı) — супруга президента Азербайджана. Первая леди сопровождает мужа на официальных и торжественных мероприятиях. С 2003 года первой леди Азербайджана является Мехрибан Алиева, жена действующего президента Ильхам Алиева. Мехрибан Алиева по совместительству является и Первым вице-президентом Азербайджанской Республики.
Титул присваивается автоматически жене действующего президента и не избирается. Титул также не носит служебного характера.

## Список первых леди Азербайджана
| №  | Первая леди      | Глава государства    | Период деятельности              |
| 1. | Адиля Муталибова | Аяз Муталибов        | 5 февраля 1991 — 6 марта 1992    |
|    | Азиза Мамедова   | Ягуб Мамедов (и. о.) | 6 марта — 14 мая 1992            |
| 1. | Адиля Муталибова | Аяз Муталибов        | 14 мая — 18 мая 1992             |
|    | Аида Багирова    | Иса Гамбар (и. о.)   | 19 мая — 16 июня 1992            |
| 2. | Халима Алиева    | Абульфаз Эльчибей    | 16 июня 1992 — 1 сентября 1993   |
|    | -                | Гейдар Алиев         | 3 октября 1993 — 31 октября 2003 |
| 3. | Мехрибан Алиева  | Ильхам Алиев         | 31 октября 2003 — н. в.          |